# Тупі Ловтер
Тупі Ловтер (англ. Toupie Lowther; 15 квітня 1874 — 30 грудня 1944) — колишня британська тенісистка.
Найвищим досягненням на турнірах Великого шолома були півфінали в одиночному розряді.

## Особисте життя
Тупі Ловтер була лесбійкою. Її довготривалою партнеркою була Елсі Хакетт.

## Фінали в одиночному розряді

### Перемоги (8)
| Рік  | Турнір                                | Суперниця              | Рахунок       |
| ---- | ------------------------------------- | ---------------------- | ------------- |
| 1900 | British Covered Court Championships   | Едіт Остін             | 2–6, 7–5, 6–4 |
| 1901 | German Championships                  | Gladys Duddell         | 6–0, 6–0      |
| 1902 | British Covered Court Championships   | Gladys Duddell         | 6–3, 6–1      |
| 1903 | Monte Carlo Championships             | M. Brooksmith          | 6–3, 6–1      |
| 1903 | British Covered Court Championships   | Адін Массон            | 6–1, 6–0      |
| 1904 | Homburg Cup                           | Елсі Лейн              | 6–2, 7–5      |
| 1906 | Cannes Championships                  | Mme. Popp              | 6–4, 6–4      |
| 1906 | Championships of the South of Франція | Ґвендолін Істлейк-Сміт | 6–4, 5–7, 6–3 |

## Нотатки
1. ↑  Name is listed between quotes in 18 квітня 1906 issue of Lawn Tennis and Badminton which indicates that it is a pseudonym.